# Pseudoanthidium acutum
Pseudoanthidium acutum är en biart som beskrevs av Pasteels 1984. Pseudoanthidium acutum ingår i släktet Pseudoanthidium och familjen buksamlarbin. Inga underarter finns listade i Catalogue of Life.